# Mario Rodríguez Cobos
Mario Luis Rodríguez Cobos detto Silo (Mendoza, 6 gennaio 1938 – Mendoza, 16 settembre 2010) è stato uno scrittore argentino.
È l'ideologo del Nuovo Umanesimo o Umanesimo Universalista.
Il suo pensiero si è sviluppato negli anni sessanta, individuando una pietra miliare nel 4 maggio 1969 quando tiene il suo primo discorso pubblico a Punta de Vacas, presso la frontiera tra Cile e Argentina.
Silo ha segnalato pubblicamente, attraverso gli scritti, partecipando ad incontri, conferenze, seminari ed eventi pubblici, la situazione di violenza crescente nel mondo e la necessità della nonviolenza attiva. 
Il suo pensiero è plasmato in numerosi scritti – prosa poetica, psicologia descrittiva, racconti, lettere, discussioni storiologiche, studi sui miti – che affrontano i molteplici aspetti della vita umana e del processo dell’umanità. È stato insignito della laurea Honoris Causa dell’Accademia delle Scienze della Russia.
Dal suo pensiero e dal suo insegnamento ha preso vita il Movimento Umanista, che, attraverso numerose organizzazioni di base in tutto il mondo, ha implementato la metodologia della nonviolenza attiva non solo come cambiamento sociale, ma anche personale e interpersonale. Silo ha dato vita anche al progetto de Il Messaggio, rivolto a tutti coloro i quali, in momenti di crisi esistenziale, sentano il tema della spiritualità come una necessità personale e sociale, senza dover ricorrere a espressioni religiose esistenti.

## Biografia
Nell'Argentina degli anni sessanta effettuò i primi studi che ispirarono i gruppi che vennero poi denominati Movimento Umanista.
Nel 2001, durante la riunione annuale dell'Assemblea del Movimento Umanista, a Madrid, Silo annunciò il suo ritiro dalla struttura del Movimento Umanista, lasciando ogni sviluppo successivo nelle mani di questa assemblea da lui stesso creata.
Da allora Silo ha iniziato un nuovo progetto: 'il Messaggio', rivolto a tutti coloro i quali sentano il tema dello Spirito come una necessità personale e sociale. Ogni gruppo è autorganizzato.
Nel 2006 ha promosso una campagna per il disarmo nucleare mondiale e dal 2007 è stato uno dei rappresentanti della giornata internazionale della nonviolenza (che si celebra il 2 ottobre).
A maggio 2007 è stato inaugurato il Parco di Studi e Riflessione di Punta de Vacas, alle pendici dell'Aconcagua nel luogo da cui nel 1969 fu lanciato suo "messaggio". Il 4 maggio 2008 in Umbria è stato inaugurato il Parco europeo di Attigliano. Nel 2009 nasce anche il Parco Casa Giorgi nella provincia di Piacenza. Ad oggi i Parchi nel mondo sono 22, distribuiti nei 5 continenti e costituiscono un luogo di studio e riflessione su moltissimi temi, tra cui il superamento della sofferenza umana e l'accesso al sacro.
Il suo ultimo intervento pubblico si è tenuto nel 2009 a Berlino al Vertice dei Premi Nobel per la Pace.
Muore nel 2010 a Mendoza, sua città natale.

## Le opere principali
L'opera di Silo è tradotta in numerose lingue e pubblicata da numerose case editrici nel mondo. In Italia la sua opera è interamente pubblicata da Multimage. Una bibliografia completa è disponibile su Humanipedia, l'enciclopedia umanista realizzata con wiki.
- Opere complete Volume I (Obras completas Volumen I), 1998[2]
  - Umanizzare la terra (Humanizar la Tierra), 1989
  - Esperienze guidate (Experiencias Guiadas), 1980
  - Lettere ai miei amici (Cartas a mis amigos), 1991
  - Il giorno del leone alato (El día del León Alado), 1991
  - Miti radici universali (Mitos Raíces Universales), 1992
  - Discorsi (Habla Silo), 1996
- Opere complete Volume II (Obras completas Volumen II), 2002
  - Appunti di Psicologia  (Apuntes de Psicologia), 2006
  - Note (L'insogno e l'azione e Il bosco di Bomarzo), 2002
  - Dizionario del Nuovo Umanesimo  (Diccionario del Nuevo Humanismo), 1997
- "Il Messaggio di Silo", 2002 (pubblicato in Italia da MacroEdizioni) e da Multimage https://multimage.org/libri/il-messaggio-di-silo-2017/